# Pentheopraonetha latifrons
Pentheopraonetha latifrons är en skalbaggsart som beskrevs av Stefan von Breuning 1960. Pentheopraonetha latifrons ingår i släktet Pentheopraonetha och familjen långhorningar.
Artens utbredningsområde är Sri Lanka. Inga underarter finns listade i Catalogue of Life.